# Prozessdaten
Prozessdaten sind analoge und digitale Werte, die aus einem technischen Prozess mittels Sensoren gewonnen werden.
Die Prozessdaten repräsentieren den aktuellen Zustand des Prozesses in der Leittechnik. Prozessdaten werden dem Bediener angezeigt, archiviert und dienen zur automatischen Beeinflussung des Prozesses. In manchen Anwendungsgebieten bezeichnet Prozessdaten auch die archivierten Prozessdaten.
Prozessdaten werden heute häufig über Feldbusse an eine speicherprogrammierbare Steuerung übergeben. Fernwirktechnik wird bei der Übertragung von Prozessdaten über größere Distanzen eingesetzt.